# Svedjetjärnen, Lappland
Svedjetjärnen är en sjö i Malå kommun i Lappland och ingår i Skellefteälvens huvudavrinningsområde.